# Rdest ptasi
Rdest ptasi, rdest różnolistny (Polygonum aviculare L.) – gatunek rośliny z rodziny rdestowatych. Jest bardzo szeroko rozprzestrzeniony na wszystkich kontynentach z wyjątkiem Antarktydy. Pochodzi ze strefy umiarkowanej półkuli północnej, ale został zawleczony i zadomowiony także na półkuli południowej. W Polsce jest pospolity w całym kraju. Nazwy ludowe: wróble języczki, świńska trawa, podorożnik. 

## Morfologia

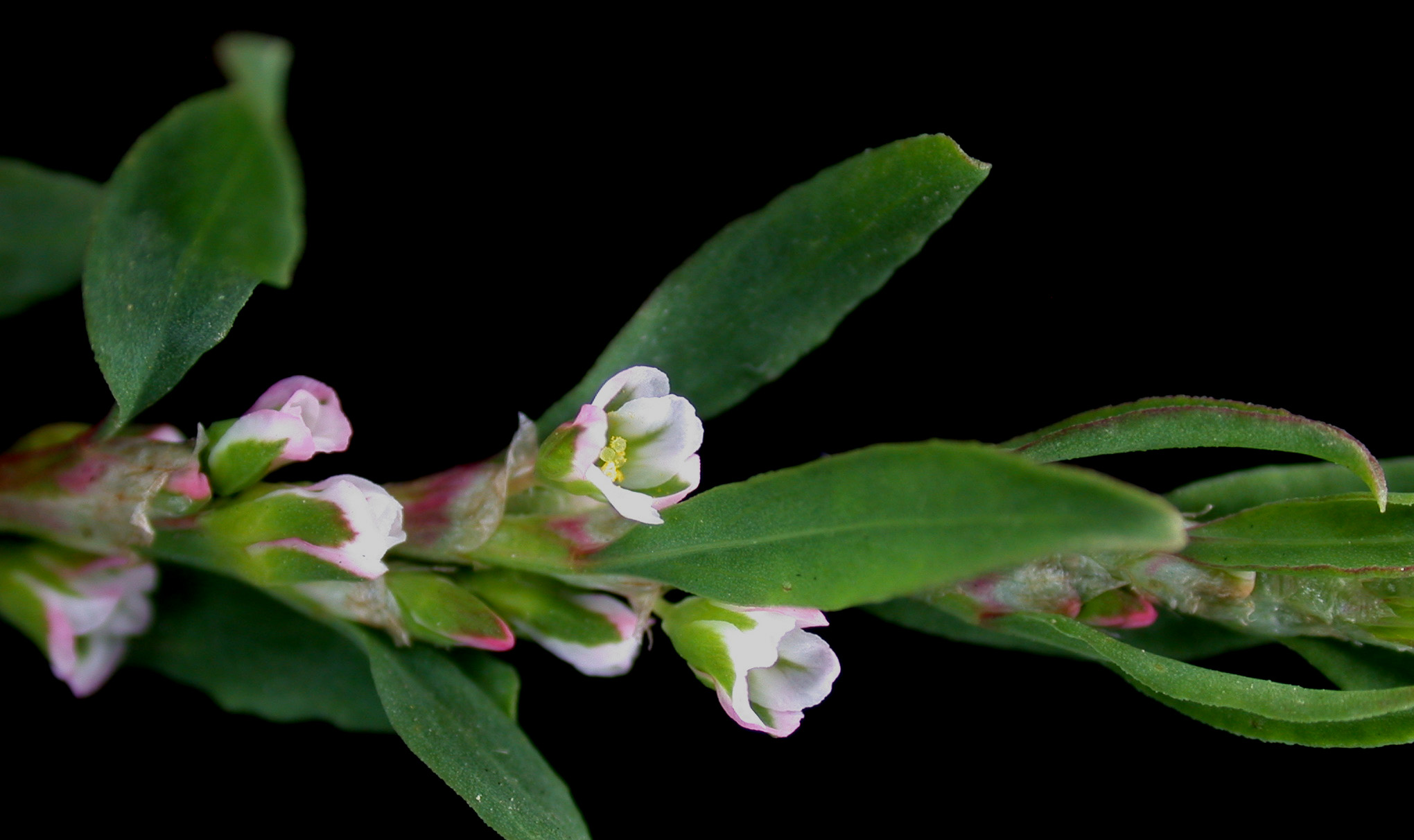
Fragment pędu

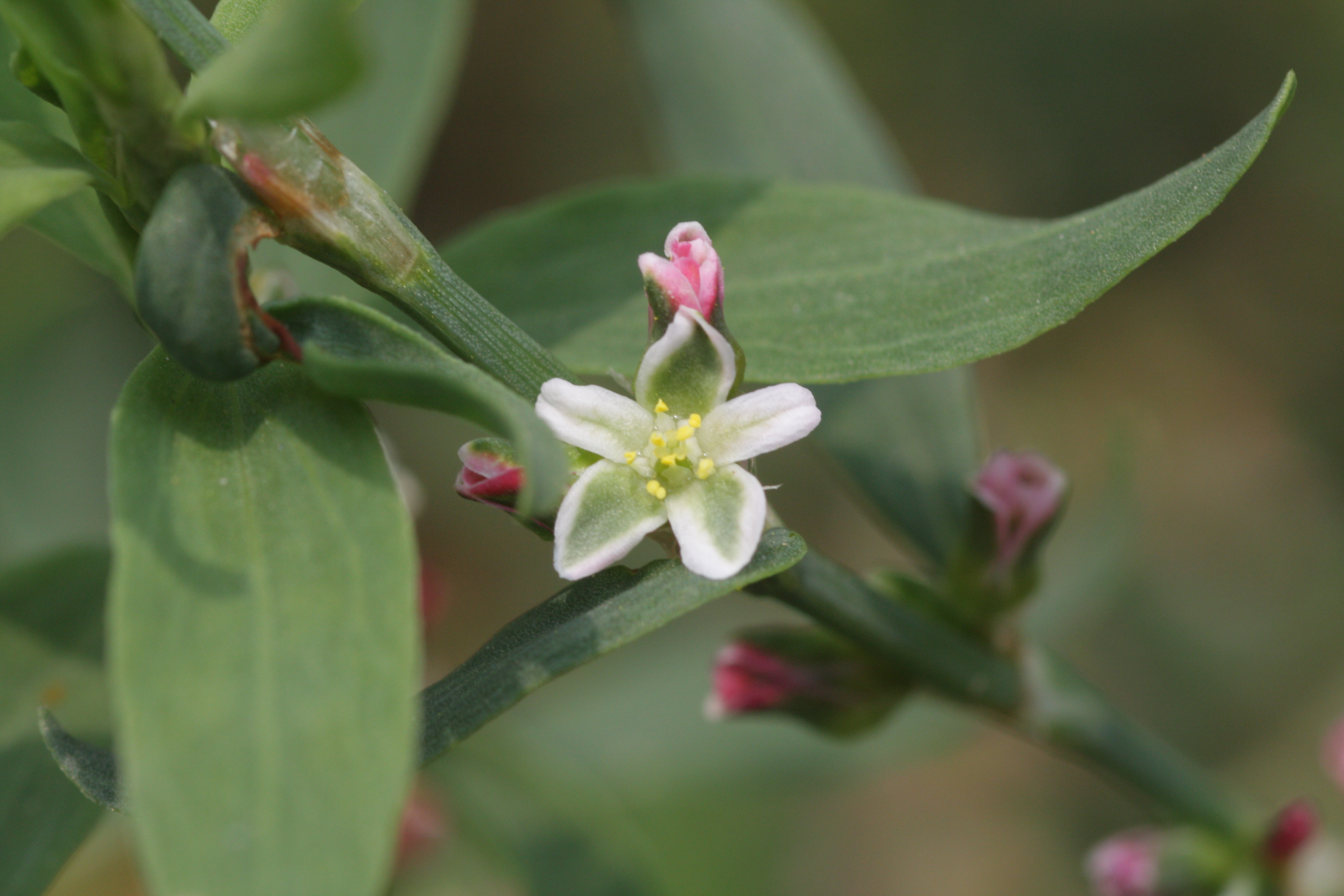
Kwiat

ŁodygaRozgałęziona, rozścielona i pełzająca (rzadziej wznosząca się), osiąga długość 50 cm. Sinozielona.
LiścieEliptyczne lub równowąskie, drobne, sinozielone, krótkoogonkowe, z pochwą obejmującą łodygę.
KwiatyBiałozielone lub czerwonawozielone, niepozorne, po 1-5 w kątach liści. Okwiat 5-krotny. Działki okwiatu do połowy zrośnięte, długości 2-3 mm.
OwoceTrójkanciaste orzeszki o długości ok. 3 mm. Rozsiewane są przez zwierzęta (zoochoria).
KorzeńRozgałęziony, wrzecionowaty.

## Biologia i ekologia
Roślina jednoroczna lub dwuletnia. Rośnie jako chwast w uprawach, w miejscach wydeptywanych – na podwórzach, przydrożach, nad rzekami. Liścienie ma długie (do 15 mm), wąskie, tępo zakończone. Ponieważ pierwsze liście są także wąskie, stąd zapewne występuje zwyczajowa nazwa świńska trawa. W klasyfikacji zbiorowisk roślinnych gatunek charakterystyczny dla klasy (Cl.) Stellarietea mediae. Roślina kwitnie od czerwca do października, jest samopylna.

## Zastosowanie
- Roślina lecznicza – o łagodnym działaniu.
  - Surowiec zielarski: ziele rdestu ptasiego (Herba Polygoni avicularis)[8]. Zawiera flawonoidy (m.in. kwercetynę i awikularynę), krzemionkę rozpuszczalną (ok. 0,2%), garbniki (ok. 1,4%), kwasy polifenolowe, cukry (20%), sole mineralne (ok. 8%).
  - Zbiór i suszenie: zbiór na początku kwitnienia (czerwiec), ścina się ulistnione i kwitnące pędy. Suszenie w temperaturze do 40 °C, w cieniu.
  - Działanie: wyciąg zwiększa wydalanie moczu, stosowany w kamicy nerkowej, jako środek moczopędny, przy schorzeniach płucnych, zewnętrznie przy krwawiących, źle gojących się ranach.
- Jest bardzo chętnie zjadany przez domowe ptaki: kury, gęsi i kaczki i stąd pochodzi jego nazwa gatunkowa.
- Korzenie zawierają barwnik indygotynę.

## Zmienność
Gatunek jest bardzo zmienny, wyróżniono wiele form, z których część traktowana jest czasem jako odrębne gatunki.